# بانک زده‌ها
بانک زده‌ها فیلمی به کارگردانی جواد اردکانی و علی بکائیان و در ژانر کمدی، اجتماعی و موزیکال محصول ۱۳۹۹ است که در ۹ شهریور ۱۴۰۱ اکران عمومی شد. این فیلم آخرین حضور علی انصاریان به‌عنوان بازیگر در سینماست.

## بازیگران
- نسرین مقانلو
- سحر قریشی
- میرطاهر مظلومی
- قاسم زارع
- بیژن بنفشه‌خواه
- علی انصاریان
- پروین ملکی

## داستان
این فیلم داستان چند سارق بانک است که در حین دزدی و پس از آن ماجراهایی را پشت سر می‌گذارند و حاشیه‌های پس از دزدی باعث شروع اختلاف میان آنها می‌شود. آنها یک سرقت کلان انجام داده‌اند و اکنون پولی را که به چنگ آورده‌اند باید تقسیم کنند اما یک مشکل بزرگ وجود دارد و آن هم این است که هیچ کدام به دیگری اعتماد ندارد. آنها را چاره را در این می‌بینند که از یک شخص قابل اعتماد کمک بگیرند.

## حواشی
این فیلم حدود یک سال پس از مهاجرت سحر قریشی از کشور اکران شد.